# Andrey Nikolaevich Serdyukov
Andrey Nikolaevich Serdyukov (tiếng Nga: Андрей Николаевич Сердюков; sinh ngày 4 tháng 3 năm 1962) là một Thướng tướng Lực lượng Vũ trang Nga, Tư lệnh Bộ đội Nhảy dù Nga.
Serdyukov sinh tại làng Uglegorsky huyện Tatsinsky, tỉnh Rostov. Ông tốt nghiệp Trường Sĩ quan Nhảy dù Ryazan năm 1983, Học viện Quân sự Frunze năm 1993, Học viện Quân sự Bộ Tổng tham mưu năm 2009.
Năm 1995, ông tham gia chiến đấu trong Chiến tranh Chechnya lần thứ nhất. Sau đó, ông lại tham gia chiến đấu hai lần mỗi lần 1 năm trong Chiến tranh Chechnya lần thứ hai. Năm 1999, ông tham gia chiếm Sân bay Pristina. Năm 2014, ông chỉ huy lực lượng Nga đổ bộ và chiếm Krym. Ngày 4 tháng 10 năm 2016, ông được bổ nhiệm làm Tư lệnh Bộ đội Nhảy dù Nga. Từ tháng 4 đến tháng 9 năm 2019, ông chỉ huy lực lượng Nga tại Syria. Báo Financial Times đưa tin ông là tư lệnh lực lượng Nga ở Ukraina khi xung đột mới nổ ra đầu năm 2022. Cũng có tin, do thất bại trong việc đổ bộ và giữ sân bay Hostomel, ông bị Tổng thống Vladimir Putin bãi vị trí tư lệnh quân Nga ở Ukraina.